# ASG Vorwärts Kamenz
ASG Vorwärts Kamenz was een Oost-Duitse legersportclub uit Kamenz, Saksen. De club was vooral bekend voor zijn voetbalafdeling, maar was ook actief in atletiek, zwemmen en schaken.

## Geschiedenis
De club ontstond in 1974 nadat ASG Vorwärts Cottbus uit de DDR-Liga degradeerde en de Armeesportvereinigung Vorwärts besliste om de club van Cottbus te verhuizen naar Kamenz. De club begon in de Bezirksliga Dresden, de derde klasse. In 1976, 1978 en 1979 won de club de beker van het district Dresden. In 1979 promoveerde de club naar de DDR-Liga. Reeds in het eerste seizoen werd de club vicekampioen achter BSG Energie Cottbus.
In 1984 werd de DDR-Liga teruggebracht van vijf naar twee reeksen en hiervoor kwalificeerde de club zich niet. Ook het volgende seizoen eindigde de club op een degradatieplaats en in 1985 werd het team uiteindelijk opgeheven.